# Ljutež
Ljutež (cyr. Љутеж) – wieś w Serbii, w okręgu pczyńskim, w gminie Vladičin Han. W 2011 roku liczyła 140 mieszkańców.